# Trichopoda luteipennis
Trichopoda luteipennis là một loài ruồi trong họ Tachinidae.